# Lectio Divina

Cztery elementy Lectio Divina

Lectio Divina (łac. pobożne, duchowe czytanie) – forma modlitwy oparta na pogłębionej lekturze tekstów biblijnych, stanowiąca część tradycji Kościoła katolickiego. Znana była już w okresie patrystycznym (IV–V w.). Rozwinęła się w okresie późnego średniowiecza (por. m.in. traktat De modo orationis), by zaniknąć prawie całkowicie w XV w. wraz z tzw. devotio moderna. W tym okresie coraz bardziej popularna stawała się modlitwa myślna, która w niewielkim stopniu opierała się na lekturze biblijnej. Lectio Divina jako forma modlitwy zakonnej i pozazakonnej zaczęła odradzać się w XX w. wraz z rozwojem francuskiego ruchu biblijno-liturgicznego. Benedykt XVI w przemówieniu do uczestników kongresu z okazji czterdziestej rocznicy ogłoszenia konstytucji dogmatycznej Dei Verbum, jednego z oficjalnych dokumentów Soboru Watykańskiego II, poleca tę formę modlitwy wszystkim wierzącym.

## Struktura Lectio Divina
Przejście od czytania Biblii, do medytacji, do modlitwy, a następnie zjednoczenia z Bogiem i wsłuchiwania się w Jego głos, zostało po raz pierwszy oficjalnie opisane przez Guigo II, mnicha kartuskiego, przeora La Grande Chartreuse, który zmarł pod koniec XII wieku.
Książka Guigo II zatytułowana Drabina mnichów, bardziej znana pod tytułem List o życiu kontemplacyjnym uważana jest za pierwszy opis metodyczny modlitwy w zachodniej tradycji monastycznej. Przy tej metodzie modlitewnej ważny jest wybór czasu, miejsca oraz właściwe przygotowanie. Czterema podstawowymi elementami Lectio Divina są: Lectio (lektura tekstu biblijnego), Meditatio (jego medytacja), Oratio (modlitwa serca) i Contemplatio (kontemplacja – wsłuchanie się w to, co Bóg ma do powiedzenia).

## Rodzaje Lectio Divina
Podstawowymi elementami Lectio Divina są lektura tekstu biblijnego oraz osąd konkretnej sytuacji życiowej medytującego, w połączeniu z modlitwą uwielbienia. Różne szkoły duchowości i tradycje, np. zakonne, propagowały i praktykowały własne warianty Lectio Divina. Także współcześnie występują różne warianty, w zależności od adresatów, dla których schemat modlitwy Lectio Divina jest przeznaczony.

### Franciszkańska Lectio Divina
Schemat propagowany przez Zakon Franciszkański, założony w XIII w. przez św. Franciszka z Asyżu. Nazywana Lekturą modlitewną Słowa Bożego w życiu franciszkańskim. Według reguły franciszkanów ich życie polega na zachowywaniu Ewangelii Jezusa Chrystusa i naśladowaniu go. Przełożeni zakonu, odwołując się do tekstu reguły, zalecają członkom wspólnoty zbliżenie się do Słowa Bożego – tzn. Biblii – poprzez czytanie go, przyswajanie, wprowadzanie w życie, osobiście i w grupie. Podstawowy schemat franciszkańskiej Lectio Divina:
- Przygotowanie: wezwanie Ducha Świętego, usunięcie przeszkód wewnętrznych i zewnętrznych, które mogą zakłócić przebieg modlitwy, tzn. wejście w kontakt z Bogiem,
- Lektura i słuchanie Słowa Bożego w połączeniu z weryfikacją zrozumienia za pomocą odpowiednich środków (np. Katechizm Kościoła Katolickiego),
- Pogłębienie i przyswojenie Słowa Bożego: zapamiętanie kluczowych zdań, podjęcie konkretnych życiowych decyzji, osąd i przemiana uczuć,
- Oddanie słowa poprzez modlitwę uwielbienia, dziękczynienia, błogosławieństwa, błagania i prośby,
- Pobożność jako wola czynienia dobra, piąty etap polegający na podjęciu konkretnego postanowienia, wprowadzenie Słowa w czyn.

### Lectio Divina według karmelity Brunona Secondina
Metoda propagowana przez włoskiego karmelitę Brunona Secondina, który organizuje spotkania dla rodzin i osób zainteresowanych tą formą modlitwy w rzymskim kościele Santa Maria in Traspontina. Kilka książek o. Secondina, dotyczących Lectio Divina, zostało przetłumaczonych na język polski. Podstawowy schemat:
- Uważne poszukiwanie
  - Wezwanie Ducha Świętego
  - Lektura tekstu biblijnego
  - Medytacja polegająca na powolnej analizie każdego zdania i tekstów paralelnych
  - Zaznajomienie się z tym, co o danym tekście mówi tradycja Kościoła (egzegeza, ojcowie Kościoła, sztuka sakralna, święci itd.)
  - Oświecenie, osąd życia w oparciu o przeczytany fragment tekstu biblijnego
- Szczera odpowiedź
  - Modlitwa, np. psalmami
  - Kontemplacja, doświadczenie obecności Boga w historii i własnym życiu
  - Dzielenie się Słowem Bożym w konkretnej wspólnocie
  - Zapamiętanie jednego zdania
  - Czyn, podejmowanie decyzji w oparciu o medytację i kontemplację.